# Vogeltenne
Eine Vogeltenne war ein Abwurfplatz für die Falkenjagd, welche im Mittelalter ein beliebter Zeitvertreib der Adeligen war.
Der Falke wurde bei der Jagd von einem Reiter zu Pferd in die Luft geworfen, das Gelände einer Vogeltenne musste zu diesem Zweck eben und baumlos sein sowie ein bestimmtes Ausmaß besitzen; als mittlere Fläche wurden etwa 1000 Quadratmeter angesehen. Die Vogeltennen weisen zwei Grundformen mit einer Variante auf. Am häufigsten sind Tennen, die an beiden Längsseiten und einer Schmalseite von einem Graben umgeben sind, die zweite Schmalseite ist zu einer Rampe ausgestaltet. Einige dieser Anlagen weisen an der Rampenseite eine etwa quadratische Grube auf, bei der es sich um die Überreste des Unterstandes für den Vogler handeln dürfte. Seltener sind Anlagen mit einem umlaufenden Graben. Atypisch sind die von einem niedrigen Wall eingefassten Tennen. Durch diese Umwallungen werden Vogeltennen fälschlicherweise oft als Burgplätze missdeutet. Oft wies eine Vogeltenne auch eine Quelle oder einen Teich für die Reiherjagd auf. Zur Jagd wurden nicht nur Falken, sondern auch Habichte (Sprinzen) abgerichtet.
Neben oder unterhalb der Vogeltenne stand das Haus des Falkners (das sogenannte Hochhaus), in dem das Gehege der Jagdfalken untergebracht war. Das Haus diente auch als Unterkunft für die Jagdgesellschaft. Dieser Bau durfte zwei Stockwerke nicht überschreiten und war mit einem neun Schuh tiefen und sieben Schuh breiten Graben umgeben. Die dabei ausgehobene Erde wurde zu einem den Graben der Vogeltenne umschließenden Wall aufgeworfen.
Gejagt wurden andere Vögel (Rebhuhn, Kranich, Reiher), aber auch „aufstehendes Wild“, also z. B. Rehe, seltener Hasen; für die Hasenbeize wurden eher Habichte verwendet.
Ab dem 17. Jahrhundert wurde manche Vogeltenne zu einem Vogelfangplatz, einer Vogelweide bzw. einem Vogelherd, wobei mittels Leimruten oder sogenannter Fellbäume Jagd auf essbare Singvögel gemacht wurde. Dabei wurden etwa Krammetsvögel mit Wacholderreisig angelockt, Stare mit Regenwürmern und Ameiseneiern, Lerchen mit Fruchtkernen oder Tauben mit einer Salzlecke; zudem kamen Lockvögel zum Einsatz. Für den Fang wurde zumeist ein Schlagnetz verwendet, das von dem Vogelfänger durch einen Ruck an der Zugleine über den Herd zugezogen wird.